# Elía
Elía (Elia en euskera) es una localidad y concejo de la Comunidad Foral de Navarra  perteneciente al municipio del Valle de Egüés. Su población en 2014 fue de 21 habitantes (INE).

## Geografía
Tiene el acceso desde la carretera NA-150 (Pamplona-Aoiz ), en el kilómetro 4.6 se toma la NA-2377 por el que se llega a Ibiricu, allí se inicia la carretera NA-2375 que conduce a  Echálaz, y poco después a Elía. Dista de Pamplona 14 km.
El término concejil queda formado por un valle orientado de norte a sur y recorrido por la regata Urbikain; en su mayor parte del término concejil está ocupado por pino silvestre, con algunos pequeños rodales de roble pubescente y carrasca. En la ribera de la regata Urbikain hay chopos; incluye también praderas naturales, y pequeños humedales. A petición del concejo, en 2017 el Ayumtamiento del valle de Egüés declaró todo el término, incluido el núcleo urbano paisaje protegido. En el núcleo urbano existe un Centro de Interpretación de este espacio y del contiguo de Egulbati.

## Toponimia
El significado de Elía, término de origen vasco, es probablemente "el rebaño". Proviene de la palabra vasca eli del mismo significado y el artículo -a.